# Erez Tal
Erez Tal (en hebreo: ארז טל‎; nacido Erez Ben-Tulila el 27 de julio de 1961) es un presentador de televisión israelí.

## Primeros años
Erez Ben-Tulila nació en Tel Aviv, Israel, de padres judíos. Su padre, Aharon Ben-Tulila es inmigrante de Argelia, mientras que su madre Edna nació en Israel. Su familia cambió su apellido a "Tal" (rocío en hebreo), cuando él tenía cuatro años.

## Carrera

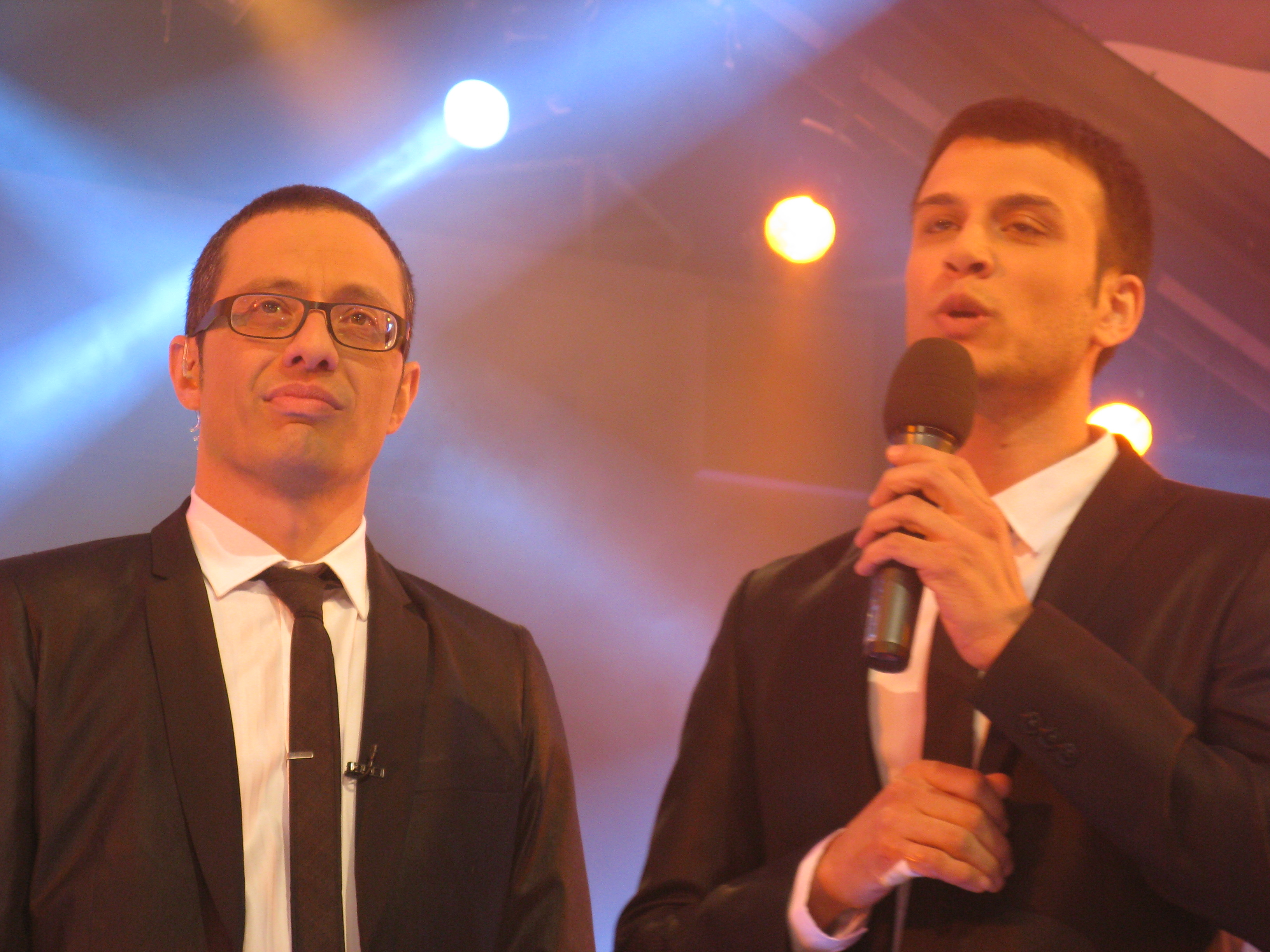
Tal (izquierda) presentando la versión israelí de Gran Hermano junto a Assi Azar en 2008.

Su primer programa fue Ma Yesh? ("¿Qué tal?"), retransmitido por Galatz, donde comenzó a trabajar con Avri Gilad. Tal t Gilad copresentaron el programa de televisión Ha'olam Ha'erev (El Mundo Esta Noche) a principios de los '90. Cuando el canal que lo retransmitía, Canal 2, se convirtió en la primera estación comercial, Tal presentó y produjo la edición israelí de  La ruleta de la suerte, y más tarde: The Vault la cual fue vendida a varias estaciones de televisión extranjeras, y The Brain. 
En 2008, presentó la versión israelí del programa de televisión, Gran Hermano, llamado HaAh HaGadol.
Tal también participa en programas de comedia: Solo en Israel, el cual creó, junto a Orna Banai, y Night Club junto a Maya Dagan y otros. Dio a conocer a varios artistas al público, destacando Assi Azar el cual copresentó con él el exitoso reality HaAch HaGadol; y Guri Alfi quien ha actuado en numerosos programas de comedia como Shiduray Ha'mahapecha.
Tal fue uno de los comentaristas (junto a Idit Hershkowitz) de la Gran Final del Festival de la Canción de Eurovisión 2018, la primera vez que el país comentaba Eurovisión desde Daniel Pe'er en 1993.
Tal presentó el evento principal del Festival de la Canción de Eurovisión 2019 en Israel junto a Bar Refaeli, mientras que Assi Azar y Lucy Ayoub presentaron la Green Room (junto a los artistas).